# Rosalina (Mario)
Rosalina, em japonês Rosetta (ロゼッタ, Rozetta), é uma personagem que fez sua estréia no jogo Super Mario Galaxy. Mãe adotiva das Lumas, Rosalina é uma figura poderosa tem o dever de vigiar e proteger os cosmos.

## História
No começo, ela era uma garotinha orfã quando encontrou uma Luma procurando a sua mãe, e as Lumas viajam pelas galáxias juntas em busca de suas mães desaparecidas. Ao chegar em seu observatório, ela lê histórias para as Lumas dormirem toda noite na biblioteca e ali mesmo o seu coração mágico despertou e ela se tornou a Princesa Rosalina, protetora das Lumas e de suas Galáxias, ela também comanda o Coração de Cristal Luma, muitas pessoas que assistem "mariolore" do canal dinobunnycosplay pensam que ela é apaixonada pelo king boo, mas não é canonico.

## Personalidade
Rosalina é sábia, gentil e uma boa mãe. Ela tem um profundo conhecimento do universo e se preocupa muito com os Lumas. Rosalina também é uma amiga de Mario e Luigi, no final de Super Mario Galaxy, ela ajuda a alcançar Bowser para salvar Peach. Mas devido a perda de sua mãe, Rosalina tem uma sensação de solidão, mas que é preenchido com a companhia de seus filhos adotivos. Como a maioria dos personagens, Rosalina tem muitas habilidades especiais, mas de uma forma muito humilde.

## Poderes e habilidades
Rosalina tem poderes especiais como visto em Super Mario Galaxy e em Super Mario Galaxy 2. Por exemplo, quando a energia é restaurada para o observatório cometa ela pode fazer um grande campo de força transformando-o em uma nave espacial. Além disso, ela é protegida por um campo de força que se assemelha a uma bolha, pois quando o jogador tenta pular nela a bolha irá aparecer. Ela visita o mundo cogumelo a cada cem anos. Como o tempo passa mais rápido no espaço, ela parece não envelhecer.

## Lumas
Rosalina é considerada a mãe dos Lumas. Ela era uma garotinha quando encontrou um procurando a sua mãe; eles viajam pelas galáxias juntas em busca de suas mães desaparecidas. Os Lumas dormem toda noite na biblioteca ao ouvirem uma história da Rosalina.

## Aparições

### Mario Kart Wii
Rosalina faz sua primeira aparição jogável em Mario Kart Wii, onde ela é uma personagem que usa veículos grandes. Também é a única personagem feminina que pertence a esta classe. Rosalina pode ser desbloqueada se houver um arquivo salvo de Super Mario Galaxy e após ter feito 50 corridas ou se vencer todas as Mirror Cups com uma estrela ou melhor. E como Peach e Daisy, ela muda de vestido para um traje de couro quando utiliza motocicleta. Sua moto preferida é a Shooting Star e seu kart preferido é o Dragonetti. Rosalina é a personagem fantasma pessoal em Rainbow Road.

### Mario Kart 7
Rosalina retorna em sua segunda aparição jogável na série Mario Kart, no Mario Kart 7 para o Nintendo 3DS, assim como em Mario Kart Wii.

### Super Mario 3D World
Rosalina volta em Super Mario 3D World como personagem jogável. Rosalina é desbloqueável na fase Super Galaxy (Mundo Estrela). Nesse jogo, a sua técnica é o giro tal como Mario faz em Super Mario Galaxy e Super Mario Galaxy 2.

### Mario Kart 8
Rosalina retorna em sua terceira aparição jogável na série Mario Kart, em Mario Kart 8 para Wii U e em Mario Kart 8 Deluxe para Nintendo Switch.

### Super Smash Bros.
Rosalina é uma lutadora jogável em Super Smash Bros. for Nintendo 3DS e Wii U e Super Smash Bros. Ultimate, onde ela luta ao lado de vários Lumas coloridos.